# Centre d'interprétation

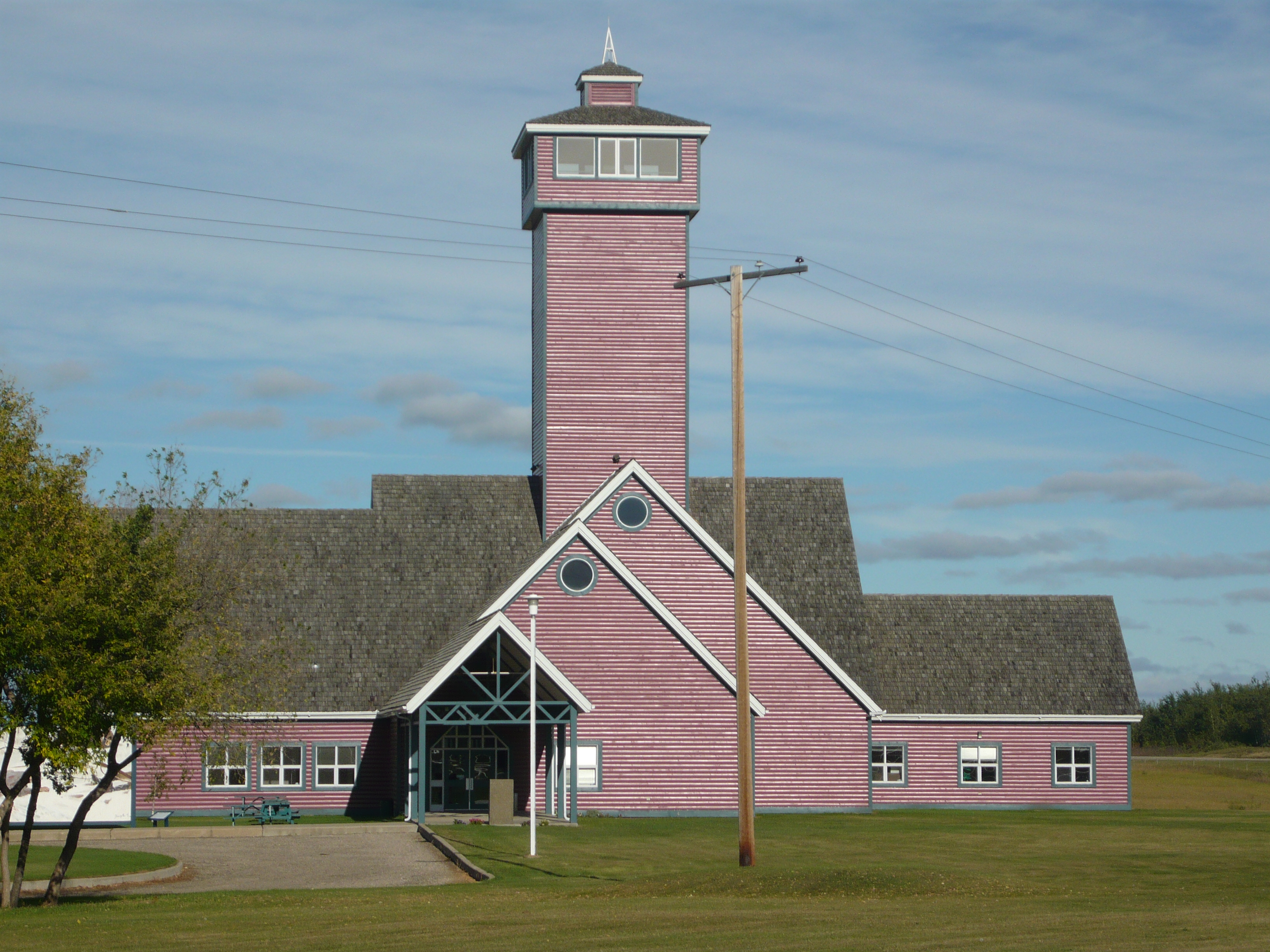
Le centre d'interprétation de Duck Lake, au Saskatchewan (Canada).

Un centre d'interprétation est un type de musée particulier qui ne dépend pas d'une collection constituée et dont l'objectif est de mettre en valeur et de faciliter la compréhension, auprès d'un large public, d'un patrimoine singulier et impossible à réunir dans un musée classique, en recourant de préférence aux émotions et à l'expérience du visiteur,. Ce type d'espace muséal peut s'appliquer à un lieu de mémoire, une unité écologique, un site naturel ou culturel (paysage, monument, site archéologique ou historique, etc.), un territoire, un personnage, un sujet scientifique ou technique,.

## Historique
Initialement, l'interprétation du patrimoine est une doctrine anglo-saxonne liée à la visite des parcs nationaux américains, encadrée par des guides spécialisés (médiation en face à face), afin de faire comprendre un patrimoine naturel ou historique. Ses principes ont été formalisés par le journaliste Freeman Tilden en 1957 dans un ouvrage devenu une référence : Interpreting our heritage. L'interprétation postule que la seule contemplation ou l'information scientifique ne peut conduire à la compréhension d'un lieu et à la satisfaction des attentes de ses visiteurs. Il faut un guide, un traducteur, un interprète, pour révéler le sens caché de ce que qui est immédiatement visible. L'interprétation vise alors à impliquer le visiteur par l'expérience et l'émotion pour que ce dernier comprenne, apprécie et, enfin, protège ce qui est interprété. Dans ce cadre conceptuel, les centres d'interprétation sont issus des pavillons destinés aux visiteurs (visitor centers) où étaient exposés les supports matériels utilisés par les guides interprètes en introduction de leur visite.
En France, les centres d'interprétation ont commencé à vraiment se développer autour des années 2000, en touchant des thématiques variées : histoire, archéologie, ethnographie, environnement, histoire naturelle, etc. Pour l'essentiel, il s'agit dorénavant de pouvoir présenter au public, en un lieu dédié et sans forcément avoir recours à des guides interprètes, soit un patrimoine immatériel ou intangible, soit un patrimoine diffus, difficile d’accès, ou bien trop grand pour être exposé dans un musée. Dans ces espaces, le sens du discours est alors plus important que la mise en valeur de vrais objets. Cependant, ces nouveaux établissements ont souvent été créés comme des outils de développement des territoires et de référence identitaire, dans le cadre d'une volonté politique et économique, et en opposition aux musées classiques jugés élitistes. Certains centres d'interprétation sont parfois jugés comme plus proches des parcs d'attraction que des musées.
Le terme de centre d'interprétation a été officialisé par le ministère français de la culture dans le cadre du label Villes et Pays d'art et d'histoire qui préconise la création d'un Centre d'interprétation de l'architecture et du patrimoine pour chaque territoire concerné.

## Quelques centres d'interprétation

### En France
- Le centre d’interprétation de la bataille d'Alésia au MuséoParc Alésia.
- Le centre d'interprétation Paul-Gauguin, consacré au séjour du peintre sur l’île de la Martinique en 1887.
- La Cité de l'espace à Toulouse (Haute-Garonne).
- La Cité du Vin à Bordeaux (Gironde).
- Centre d'histoire du Mémorial'14-18 à Souchez (Pas-de-Calais) consacré aux événements de la Première Guerre mondiale.
- Maréis, centre de découverte de la pêche en mer qui présente la pêche artisanale liée à la commune d'Étaples (Pas-de-Calais).
- Micropolis, la cité des insectes à Saint-Léons (Aveyron).
- Le Paléosite de Saint-Césaire à Saint-Césaire (Charente-Maritime), centre d'interprétation sur la Préhistoire.
- Le Belvédère, centre d'interprétation de l'abbaye de Fleury à Saint-Benoît-sur-Loire (Loiret).
- HistoRail, musée du chemin de fer à Saint-Léonard-de-Noblat (Haute-Vienne).
- Les ateliers de la Seigneurie, centre d'interprétation du patrimoine, Andlau.
- Centre d'interprétation de l'histoire du christianisme à Lyon : Antiquaille - Espace culturel du christianisme à Lyon
- Le Centre de la mémoire d'Oradour, consacré au massacre du 10 juin 1944 à Oradour-sur-Glane (Haute-Vienne)
- Escal'Atlantic à Saint-Nazaire (Loire-Atlantique), consacré à l'histoire des Paquebots transocéaniques.
- Le Centre d'Interprétation de la Renaissance (CIR) à Anet (Eure-et-Loir) consacré à l'histoire du château d'Anet et à ses personnages emblématiques (Diane de Poitiers).

### Au Canada
- Centre d'interprétation des mammifères marins.
- Centre d'interprétation de la nature du lac Boivin.
- Centre du phoque.
- Lieu historique national du Commerce-de-la-Fourrure-à-Lachine qui fait revivre l’épopée montréalaise de la fourrure.

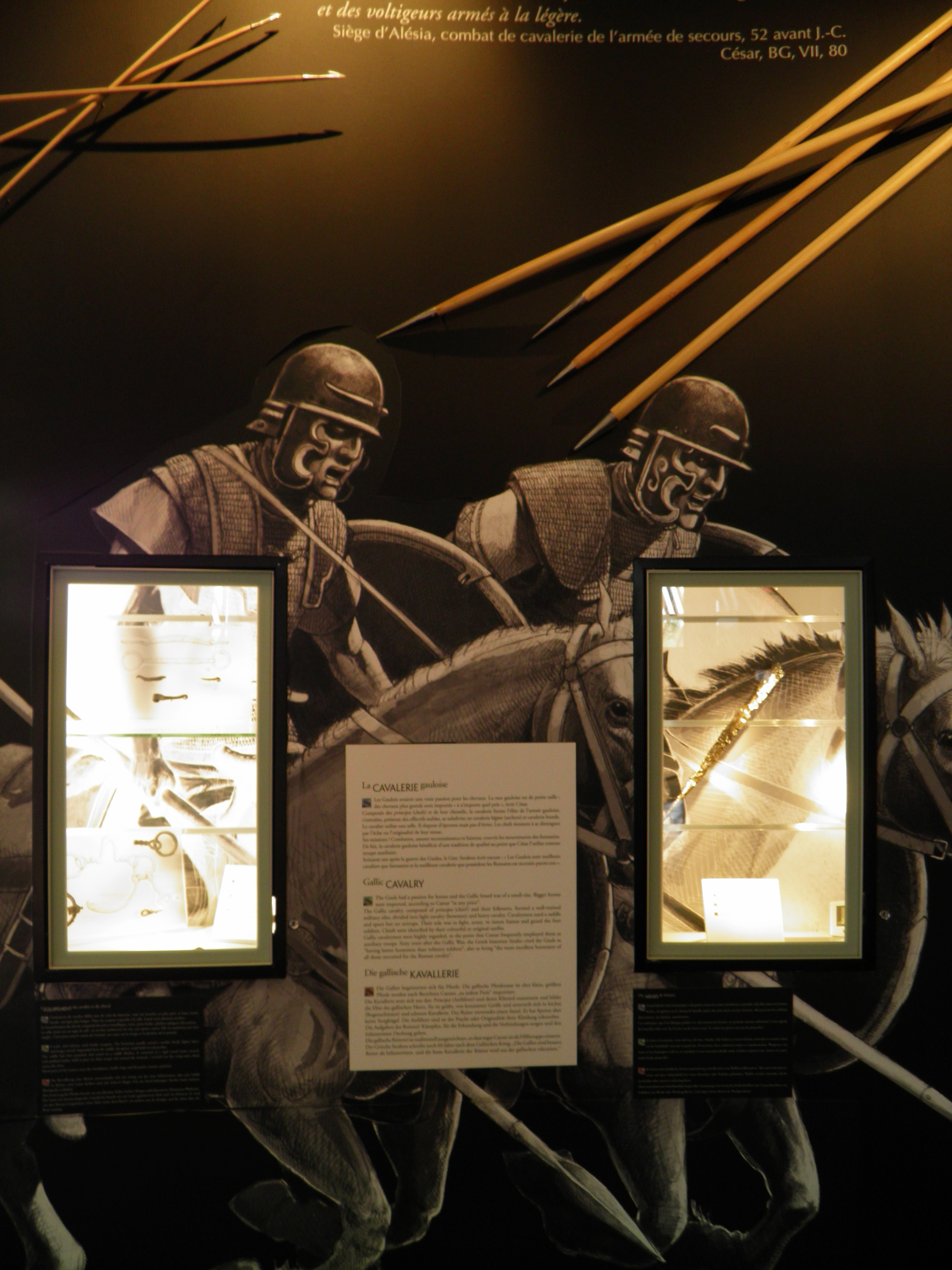
La bataille d'Alésia.
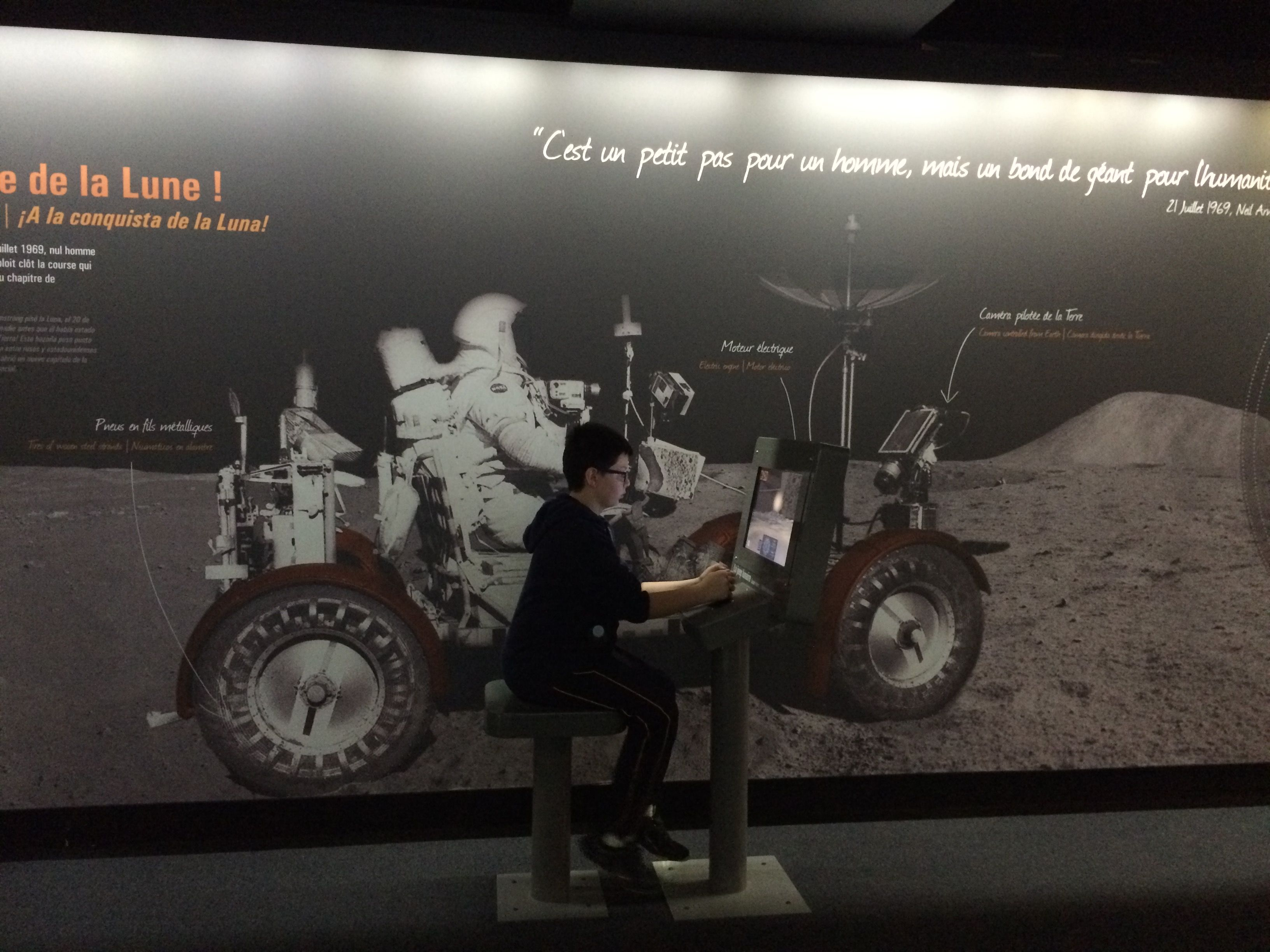
L'espace.
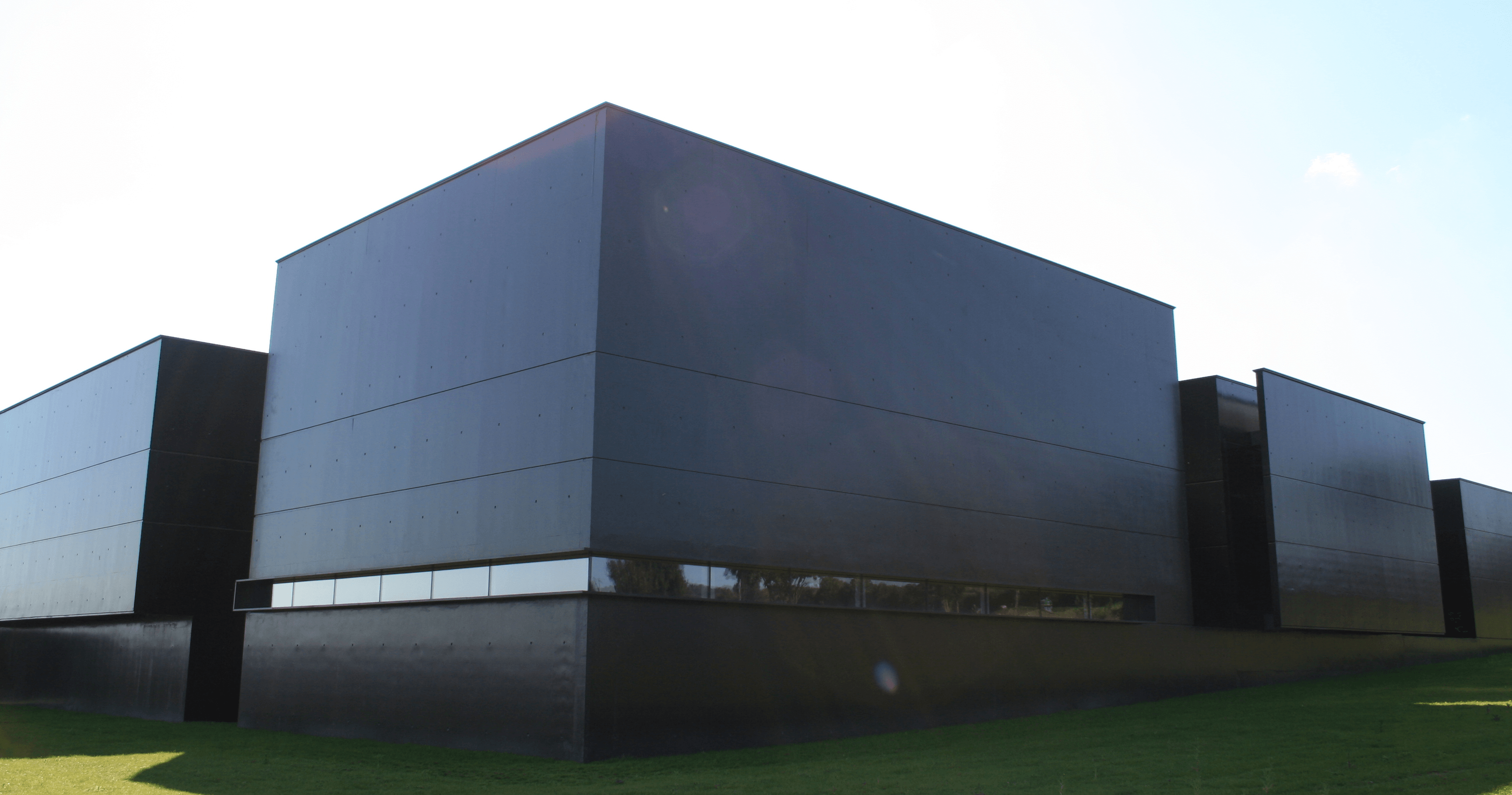
La première guerre mondiale.
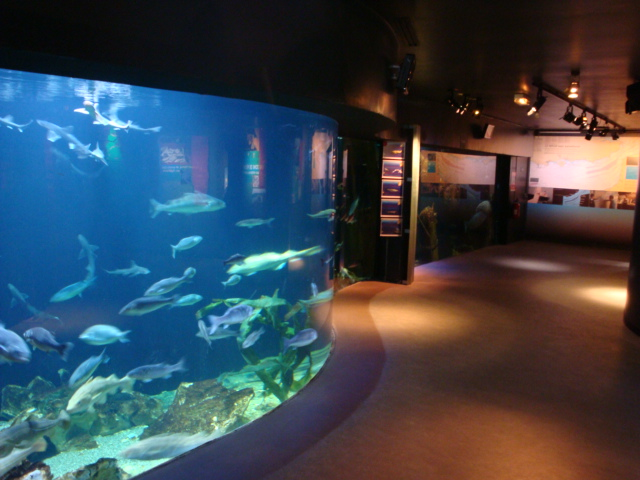
La pêche à Etaples.
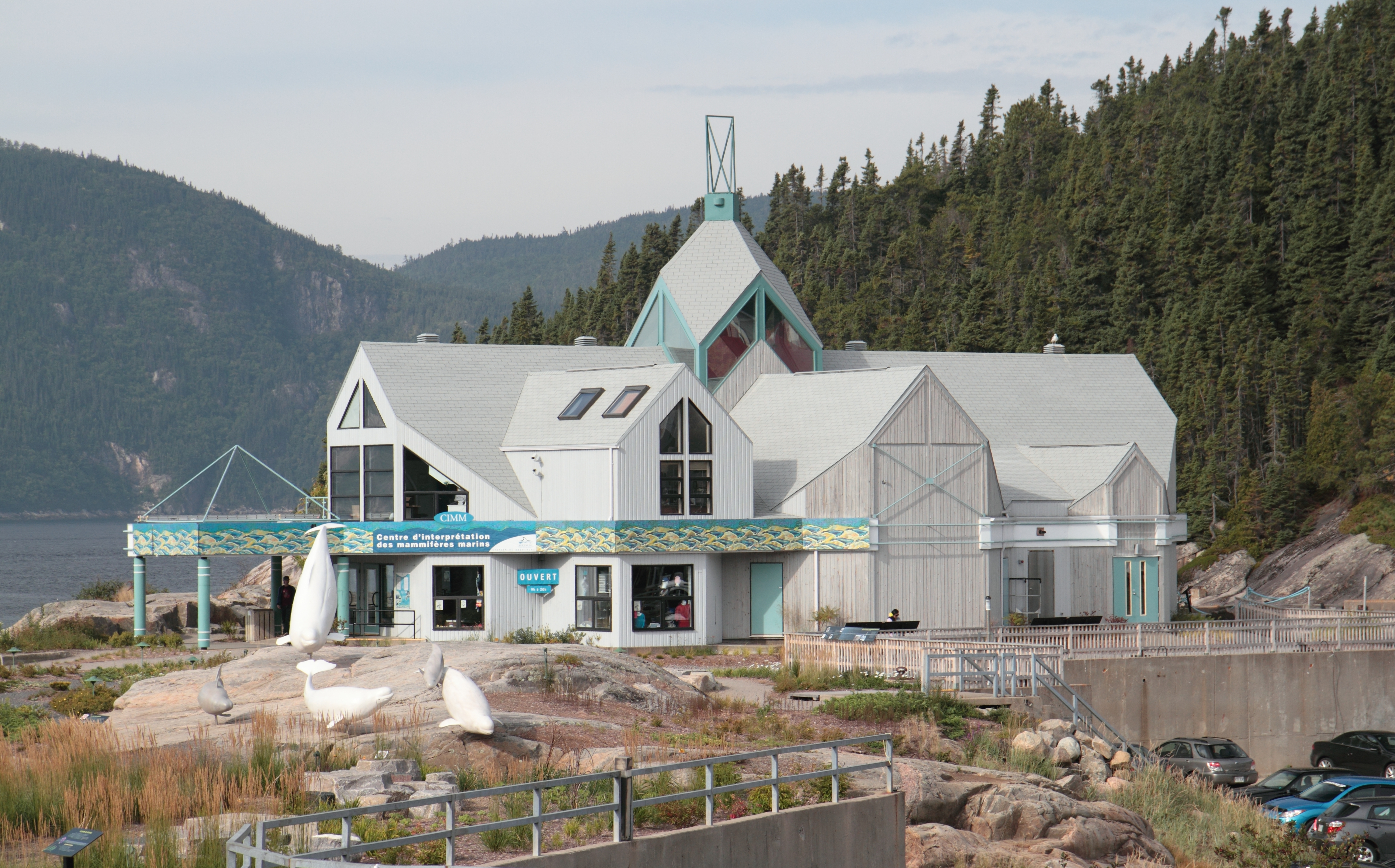
Les mammifères marins.
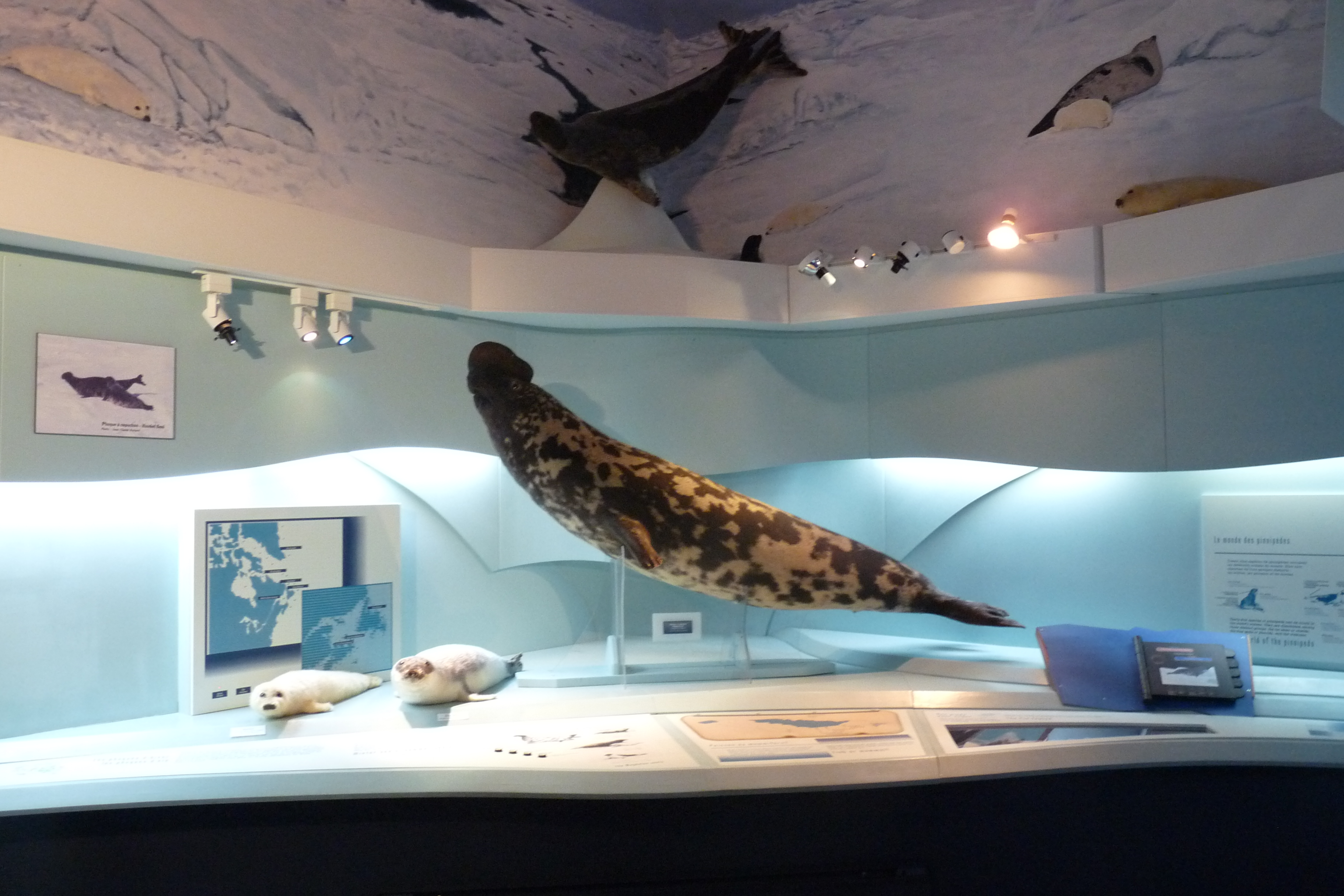
Le phoque.
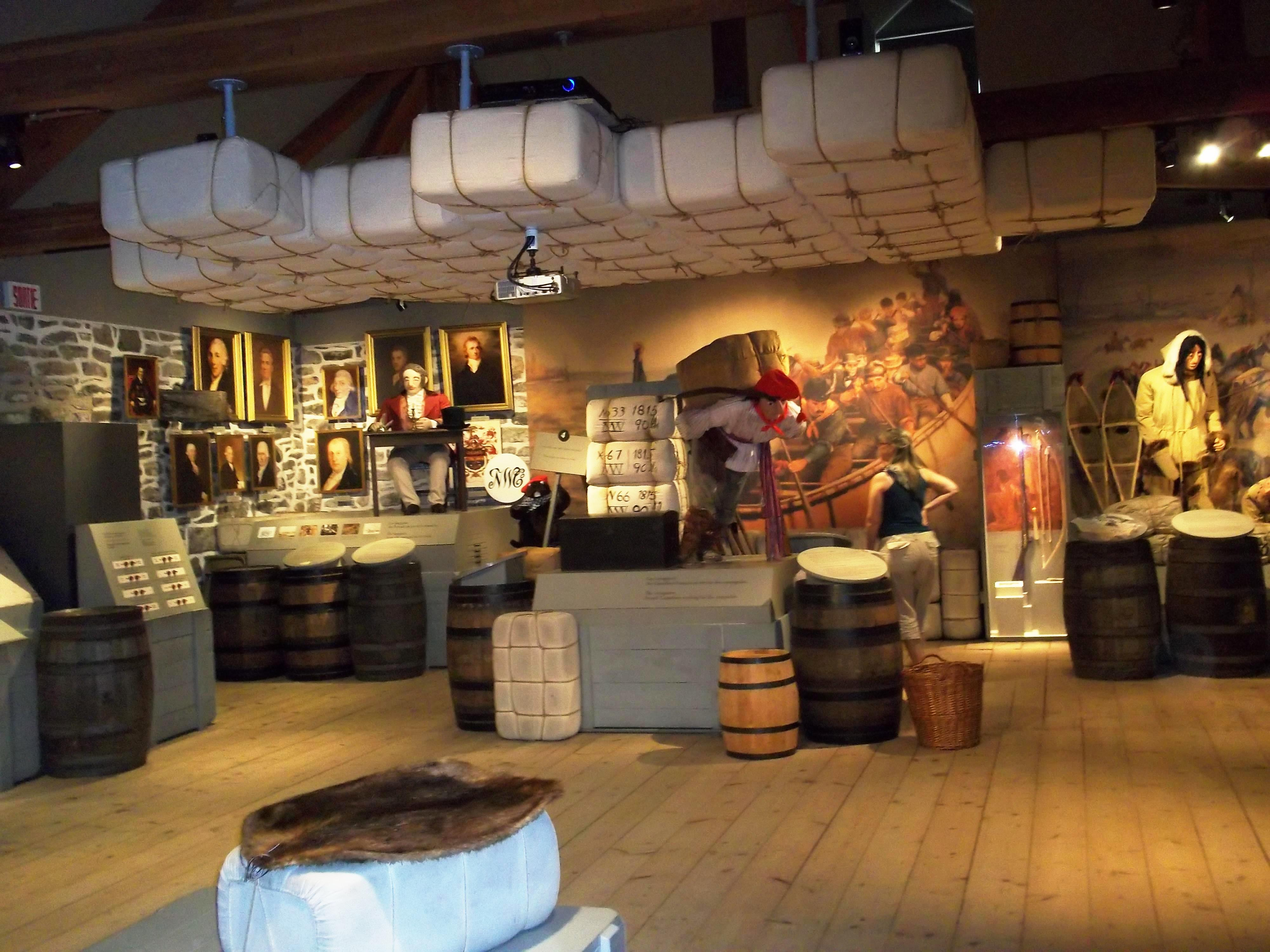
Commerce-de-la-Fourrure-à-Lachine.